# Vasyl' Lomačenko
Vasyl' Anatolijovyč Lomačenko (in ucraino Василь Анатолійович Ломаченко?; trasl. angl. Vasyl Lomachenko; Bilhorod-Dnistrovs'kyj, 17 febbraio 1988) è un ex pugile ucraino.
Soprannominato "Loma", "Hi-Tech", "Matrix" e "No Mas Chenko", è stato detentore delle corone WBA (Super), WBO, The Ring e WBC in franchising dei leggeri. In passato ha detenuto anche la corona WBO dei piuma e dei superpiuma. È l'attuale campione del mondo dei pesi leggeri per la IBF, dopo aver sconfitto l'australiano George Kambosos. Annoverato come il miglior pugile del panorama boxistico moderno, è noto per la sua grande velocità di mano, per la precisione dei colpi e il gioco di gambe fuori dal comune, che lo rendono un pugile completo e molto ostico per gli avversari. Detiene il primato per il minor numero di incontri impiegati (7) per vincere un titolo iridato in più classi di peso.
Con un record di 396-1 come dilettante, è considerato tra i più forti pugili amatoriali di tutti i tempi. Ha inoltre vinto la medaglia d'oro nella categoria dei pesi piuma al torneo di pugilato delle Giochi olimpici di Pechino del 2008, nel corso delle quali ha ricevuto la Coppa Val Barker e la medaglia d'oro nella categoria dei pesi leggeri al torneo di pugilato delle Giochi olimpici di Londra.

## Biografia
Lomačenko è nato in Ucraina nella città di Bilhorod-Dnistrovs'kyj, da una famiglia di atleti: il padre Anatoly (suo attuale allenatore) è un allenatore di pugilato molto stimato in Ucraina. La madre è Maestro dello sport dell'Unione Sovietica in ginnastica artistica, mentre la sorella, nella stessa disciplina, è Maestro dello sport dell'Ucraina di classe internazionale. Lomačenko è laureato presso l'Università Pedagogica Nazionale dell'Ucraina del Sud, e come hobby si dedica all'hockey su ghiaccio nella città di Bilhorod-Dnistrovs'kyj dove risiede.
Nel 2020 viene schedato dal sito Myrotvorec', affiliato con il Ministero degli affari interni dell'Ucraina, per aver dichiarato nel film russo "Hello, Brother! Christ is Risen!" che russi, ucraini e bielorussi sono un unico popolo.
Nel febbraio 2022 si è arruolato nell'esercito ucraino a seguito dell'invasione da parte della Russia.

## Carriera pugilistica
Lomačenko ha partecipato a due edizioni dei giochi olimpici (Pechino 2008 e Londra 2012), a tre dei campionati del mondo (Chicago 2007, Milano 2009 e Baku 2011) e ad una degli europei (Liverpool 2008). Vanta inoltre una partecipazione alla coppa del mondo di pugilato (Mosca 2008), alla quale non si è presentato perdendo così l'incontro per walk-over. Chiude la sua carriera tra i dilettanti con un record di 396 vittorie ed una sola sconfitta, ad opera di Albert Selimov.
Il 22 giugno 2014 ha conquistato il titolo vacante WBO dei pesi piuma sconfiggendo a Carson lo statunitense Gary Russell Jr. ai punti. Si è laureato campione al suo terzo incontro tra i professionisti, eguagliando così il record di Saensak Muangsurin quale pugile più veloce a vincere un titolo mondiale.
L'11 giugno 2016 sconfigge per KO al 5º round Roman Martinez, ottenendo la cintura Wbo dei superpiuma e diventando campione in due categorie di peso diverse.
Il 9 dicembre 2017 sconfigge Guillermo Rigondeaux per abbandono dopo in 6º round a causa di apparenti problemi alla mano sinistra, mantenendo così la cintura di campione WBO dei superpiuma.
Il 12 maggio 2018 sconfigge per TKO al 10º round Jorge Linares con un colpo fegato, diventando così il nuovo campione WBA dei pesi leggeri, oltre che campione di tre categorie di peso diverse con solo 12 incontri da professionista, il più veloce nella storia.
L'8 dicembre 2018 conquista il titolo WBO battendo Jose Pedraza ai punti per decisione unanime. Dopo un'agile vittoria contro Anthony Crolla, conquista anche la cintura WBC, all'epoca vacante, sconfiggendo Luke Campbell ai punti.
All'età di 37 anni, il 5 giugno 2025, dopo una carriera caratterizzata da numerosi successi e titoli mondiali, ha annunciato il suo ritiro dal pugilato professionistico.

## Statistiche

### Principali incontri disputati
Statistiche aggiornate al 27 agosto 2012.
| Evento          | Edizione       | Categoria        | Trentaduesimi                    | Sedicesimi                                   | Ottavi                                     | Quarti                                      | Semifinale                            | Finale                               | Pos. | Note   |
| --------------- | -------------- | ---------------- | -------------------------------- | -------------------------------------------- | ------------------------------------------ | ------------------------------------------- | ------------------------------------- | ------------------------------------ | ---- | ------ |
| Mondiali        | Chicago 2007   | Piuma (-57 kg)   | Abner Cotto ( Porto Rico) V 26-9 | Theodoros Papazov ( Grecia) V 19-5           | Mikhail Bernadski ( Bielorussia) V 21-6    | Arturo Santos Reyes ( Messico) V RSCO 3     | Li Yang ( Cina) V +13-13              | Albert Selimov ( Russia) P 11-16     |      | [ 15 ] |
| Giochi olimpici | Pechino 2008   | Piuma (-57 kg)   | N.D.                             | Albert Selimov ( Russia) V 14-7              | Bahodirjon Sooltonov ( Uzbekistan) V 13-1  | Li Yang ( Cina) V 12-3                      | Yakup Kılıç ( Turchia) V 10-1         | Khedafi Djelkhir ( Francia) V RSC 1  |      | [ 16 ] |
| Europei         | Liverpool 2008 | Piuma (-57 kg)   | N.D.                             | Bye                                          | Vladimir Nikiforov ( Estonia) V 10-0       | David Oliver Joyce ( Irlanda) V 10-2        | Hicham Ziouti ( Francia) V 2-1        | Araik Ambartsumov ( Germania) V 7-1  |      | [ 17 ] |
| Coppa del Mondo | Mosca 2008     | Piuma (-57 kg)   | N.D.                             | N.D.                                         | N.D.                                       | Bahodirjon Sooltonov ( Uzbekistan) P wo     | Non qualificato                       | Non qualificato                      | 5º   | [ 18 ] |
| Mondiali        | Milano 2009    | Piuma (-57 kg)   | Bye                              | Mario Aleksic ( Bosnia ed Erzegovina) V 16-2 | Craig Evans ( Galles) V 15-1               | Branimir Stankovic ( Serbia) V 8-2          | Óscar Valdez Fierro ( Messico) V 12-1 | Sergey Vodopyanov ( Russia) V 12-1   |      | [ 19 ] |
| Mondiali        | Baku 2011      | Leggeri (-60 kg) | Lomalito Moala ( Tonga) V RSC 1  | Jose Ramirez ( USA) V 16-9                   | Robson Conceição ( Brasile) V 21-20        | Fazliddin Gaibnizarov ( Uzbekistan) V 18-10 | Domenico Valentino ( Italia) V 17-11  | Toledo ( Cuba) V 17-12               |      | [ 20 ] |
| Giochi olimpici | Londra 2012    | Leggeri (-60 kg) | N.D.                             | Bye                                          | Wellington Arias ( Rep. Dominicana) V 15-3 | Felix Sanchez ( Porto Rico) V 14-9          | Toledo ( Cuba) V 14-11                | Soonchul Han ( Corea del Sud) V 19-9 |      | [ 21 ] |

## Titoli
- Campione del mondo dei pesi piuma WBO
- Campione del mondo dei pesi super piuma WBO
- Campione del mondo dei pesi leggeri WBC
- Campione del mondo dei pesi leggeri WBA
- Campione del mondo dei pesi leggeri WBO
- Campione del mondo dei pesi leggeri IBF

## Critici
Nel dicembre 2021, la star mondiale della boxe e leggenda vivente dell'Ucraina, Volodymyr Klitschko, era molto indignata per l'atto del suo connazionale Vasyl Lomachenko. Dopo il combattimento con Commey, è entrato sul ring non con la bandiera dell'Ucraina, ma con la bandiera della sua città natale Akkerman (Belhorod-Dnistrovskyi). 
"Vasyl ha vinto, congratulazioni, ma ha rappresentato il paese senza indossare la bandiera del suo paese?" - Klitschko ha posto una domanda retorica, aggiungendo la sigla WTF".